# Macedo de Cavaleiros

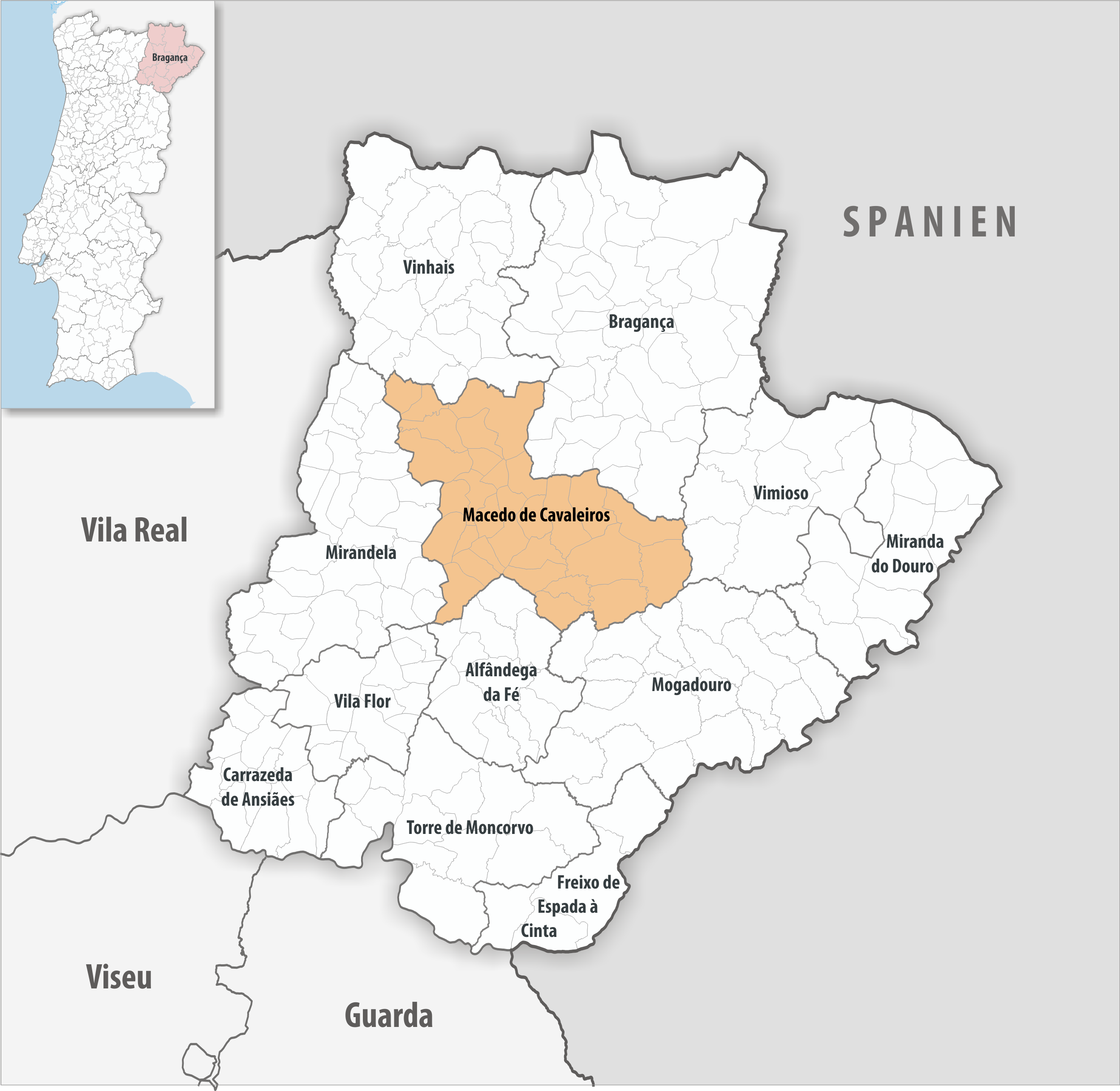
Kreis Macedo de Cavaleiros

Macedo de Cavaleiros ist eine Stadt (Cidade) und ein Kreis (Concelho) in Portugal mit 6137 Einwohnern (Stand 19. April 2021).

## Geschichte
Erstmals offiziell erwähnt wurde der Ort 1258 als unbedeutende Siedlung namens Vilar de Masaedo. 1320 wurde er bereits als Macedo de Cavaleiros geführt, weiterhin als ein kleiner Ort. Im Zuge der Verwaltungsreformen 1853 wurden dann umliegende Kreise aufgelöst und der Kreis von Macedo de Cavaleiros neu geschaffen. 1863 wurde der Ort zur Kleinstadt (Vila) erhoben, und 1999 zur Stadt (Cidade) ernannt.

## Verwaltung

### Kreis

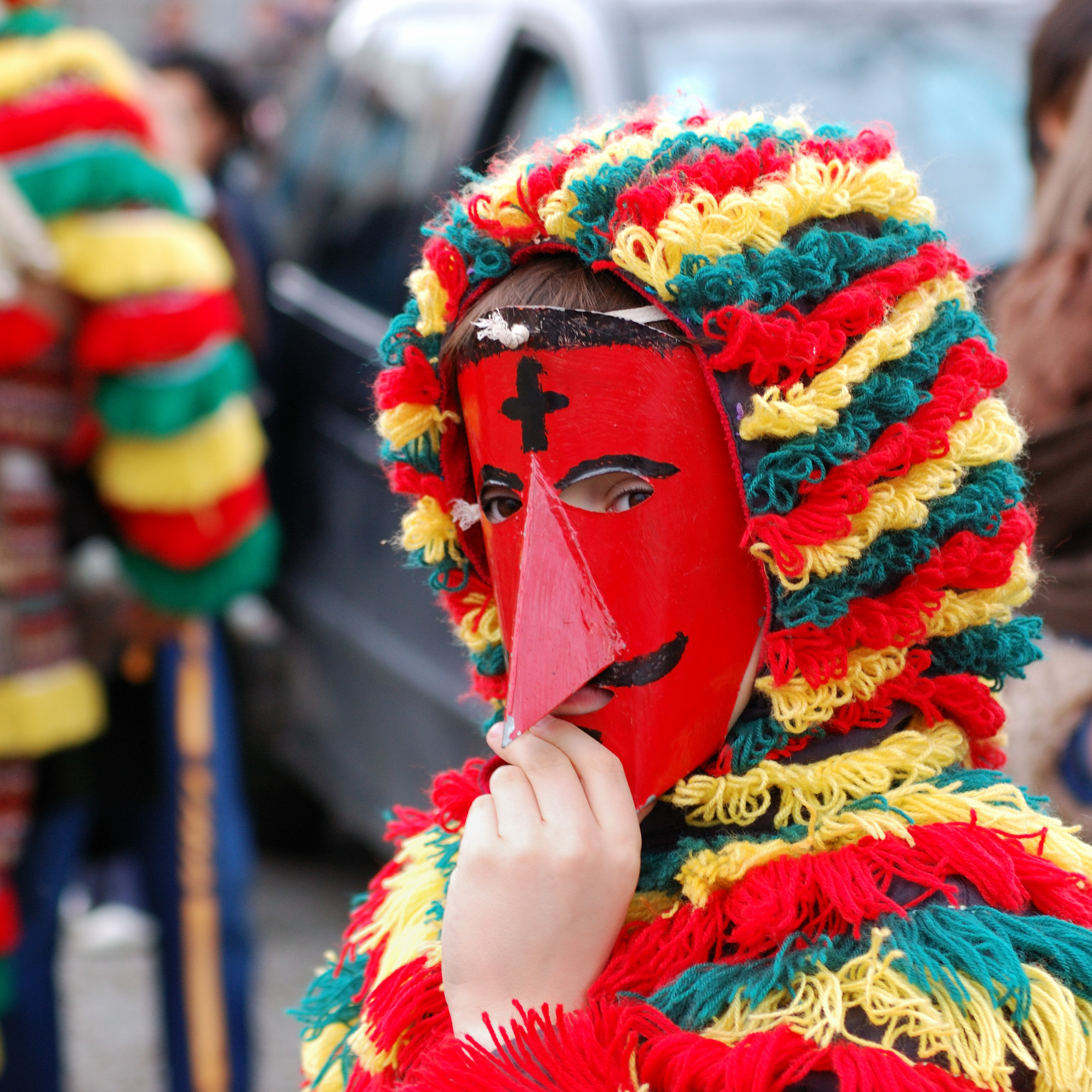
Typische Figur im Karneval von Podence

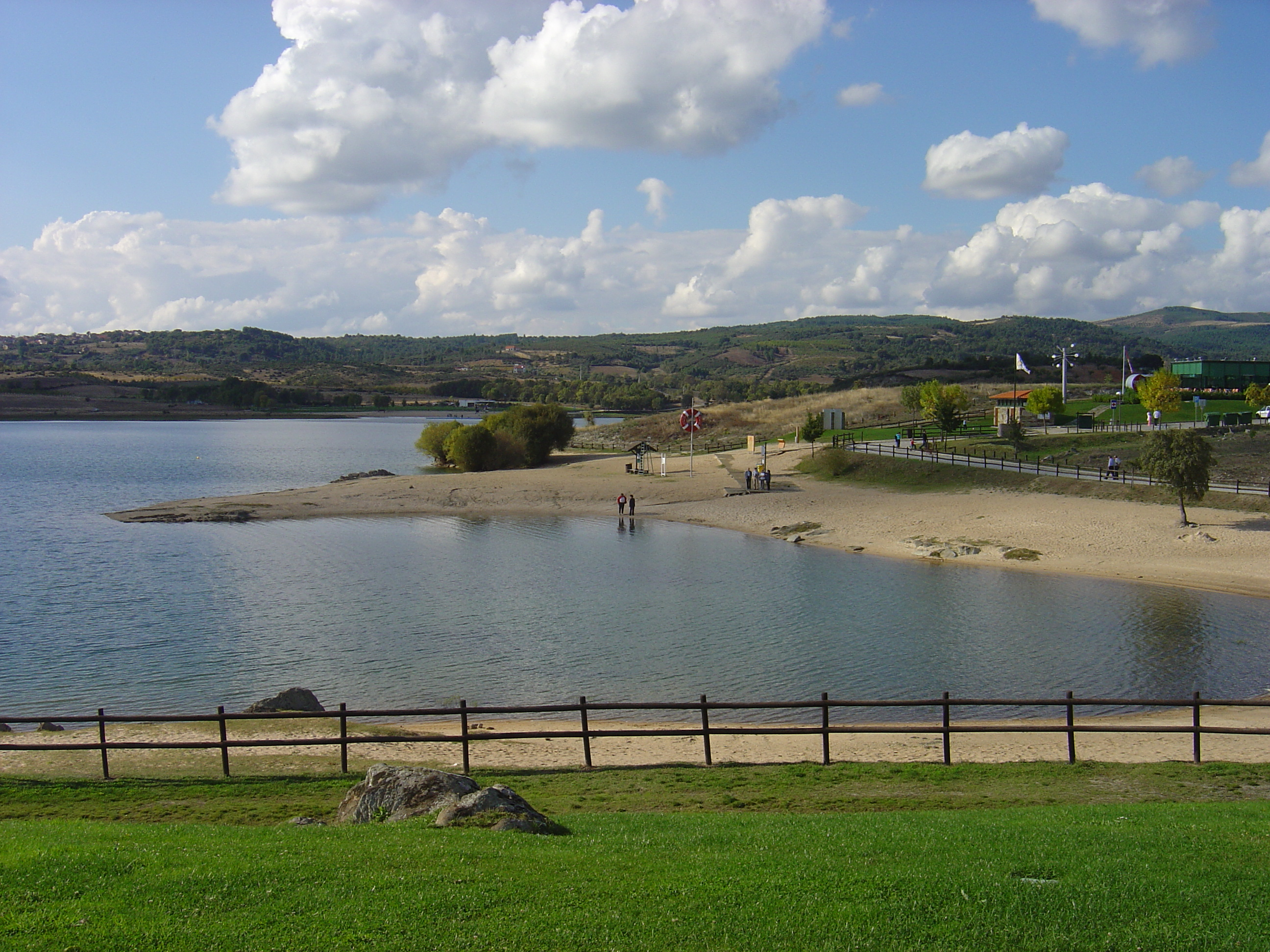
Am Stausee der Talsperre Azibo

Im Zuge der Gebietsreform vom 29. September 2013 wurden eine Reihe Gemeinden zusammengelegt, so dass der Kreis Macedo de Cavaleiros seither aus 30 Gemeinden besteht (zuvor 38). Die folgenden Gemeinden (Freguesias) liegen im Kreis Macedo de Cavaleiros (in Klammern die 2013 aufgelösten früheren Gemeinden):
| Gemeinde                                      | Einwohner (2021) | Fläche km² | Dichte Einw./km² | LAU- Code |
| --------------------------------------------- | ---------------- | ---------- | ---------------- | --------- |
| Ala e Vilarinho do Monte                      | 412              | 40,77      | 10               | 040539    |
| Amendoeira                                    | 400              | 15,72      | 25               | 040502    |
| Arcas                                         | 215              | 23,02      | 9                | 040503    |
| Bornes e Burga                                | 342              | 26,05      | 13               | 040540    |
| Carrapatas                                    | 153              | 6,51       | 24               | 040507    |
| Castelãos e Vilar do Monte                    | 457              | 18,84      | 24               | 040541    |
| Chacim                                        | 227              | 19,43      | 12               | 040509    |
| Cortiços                                      | 237              | 24,25      | 10               | 040510    |
| Corujas                                       | 143              | 9,91       | 14               | 040511    |
| Espadanedo, Edroso, Murçós e Soutelo Mourisco | 386              | 64,13      | 6                | 040542    |
| Ferreira                                      | 192              | 19,64      | 10               | 040514    |
| Grijó                                         | 351              | 8,91       | 39               | 040515    |
| Lagoa                                         | 271              | 35,11      | 8                | 040516    |
| Lamalonga                                     | 339              | 16,97      | 20               | 040517    |
| Lamas                                         | 238              | 7,79       | 31               | 040518    |
| Lombo                                         | 304              | 14,40      | 21               | 040519    |
| Macedo de Cavaleiros                          | 6.137            | 14,91      | 412              | 040520    |
| Morais                                        | 530              | 52,16      | 10               | 040521    |
| Olmos                                         | 149              | 18,70      | 8                | 040523    |
| Peredo                                        | 191              | 22,08      | 9                | 040524    |
| Podence e Santa Combinha                      | 258              | 19,45      | 13               | 040543    |
| Salselas                                      | 284              | 36,31      | 8                | 040526    |
| Sezulfe                                       | 271              | 15,22      | 18               | 040528    |
| Talhas                                        | 256              | 43,80      | 6                | 040530    |
| Talhinhas e Bagueixe                          | 262              | 35,25      | 7                | 040544    |
| Vale Benfeito                                 | 159              | 15,14      | 11               | 040532    |
| Vale da Porca                                 | 239              | 17,43      | 14               | 040533    |
| Vale de Prados                                | 472              | 10,37      | 46               | 040534    |
| Vilarinho de Agrochão                         | 216              | 13,85      | 16               | 040536    |
| Vinhas                                        | 160              | 33,02      | 5                | 040538    |
| Kreis Macedo de Cavaleiros                    | 14.251           | 699,14     | 20               | 0405      |

Macedo de Cavaleiros ist Sitz eines gleichnamigen Kreises. Die Nachbarkreise sind (im Uhrzeigersinn im Norden beginnend): Vinhais, Bragança, Vimioso, Mogadouro, Alfândega da Fé sowie Mirandela:
|                 | Nord: Vinhais        | Nordost: Bragança |
| West: Mirandela | Macedo de Cavaleiros | Ost: Vimioso      |
|                 | Süd: Alfândega da Fé |                   |

### Bevölkerungsentwicklung
| Einwohnerzahl im Kreis Macedo de Cavaleiros (1864–2011) | Einwohnerzahl im Kreis Macedo de Cavaleiros (1864–2011) | Einwohnerzahl im Kreis Macedo de Cavaleiros (1864–2011) | Einwohnerzahl im Kreis Macedo de Cavaleiros (1864–2011) | Einwohnerzahl im Kreis Macedo de Cavaleiros (1864–2011) | Einwohnerzahl im Kreis Macedo de Cavaleiros (1864–2011) | Einwohnerzahl im Kreis Macedo de Cavaleiros (1864–2011) | Einwohnerzahl im Kreis Macedo de Cavaleiros (1864–2011) | Einwohnerzahl im Kreis Macedo de Cavaleiros (1864–2011) |
| ------------------------------------------------------- | ------------------------------------------------------- | ------------------------------------------------------- | ------------------------------------------------------- | ------------------------------------------------------- | ------------------------------------------------------- | ------------------------------------------------------- | ------------------------------------------------------- | ------------------------------------------------------- |
| 1864                                                    | 1900                                                    | 1930                                                    | 1960                                                    | 1981                                                    | 1991                                                    | 2001                                                    | 2011                                                    |                                                         |
| 19 200                                                  | 19 781                                                  | 26 199                                                  | 21 608                                                  | 18 930                                                  | 17 449                                                  | 17 210                                                  | 15 776                                                  |                                                         |

### Städtepartnerschaften
- Kap Verde: Sal[6]

## Söhne und Töchter der Stadt
- Nicolau Pereira de Campos Vergueiro (1778–1859), Kaffeepflanzer, liberaler Politiker, Minister im Kaiserreich Brasilien
- Jaime Alberto de Castro Morais (1882–1973), Offizier, seit 1926 Oppositioneller
- Raul Rêgo (1913–2002), Journalist, Freimaurer, Politiker, Minister nach der Nelkenrevolution
- João de Deus (1928–2019), Geistlicher in Osttimor
- Adriano Moreira (1922–2022), Jurist und konservativer Politiker
- António Manuel Pires Cabral (* 1941), Schriftsteller
- Roberto Leal (* 1951), brasilianisch-portugiesischer Unterhaltungssänger
- Zé Cabra (* 1965), komischer Sänger und Maler
- Tiago Carlos Morais Valente (* 1985), Fußballspieler